# دانشکده پزشکی شیراز
دانشکده پزشکی دانشگاه علوم پزشکی شیراز، یکی از قدیمی‌ترین و معتبرترین دانشکده‌های پزشکی ایران است که در شیراز قرار گرفته و یکی از دانشکده‌های دانشگاه علوم پزشکی شیراز محسوب می‌شود.

## تاریخچه
قبل از سال ۱۳۲۴ خورشیدی آموزش منسجم و منظم پزشکی در فارس وجود نداشت و در بیشتر شهرهای فارس و حتی شیراز طبیب‌هایی مجاز بودند که طب قدیم را از پدران و استادان خود یادگرفته و به درمان بیماران می‌پرداختند. در همین زمان بیمارستان کوچکی به نام بهبودستان در سال ۱۳۰۴ خورشیدی وجود داشت که به پیشنهاد کریم هدایت و محمدحسن نمازی پدر محمد نمازی بنیان‌گذار بیمارستان نمازی ساخته شده بود.

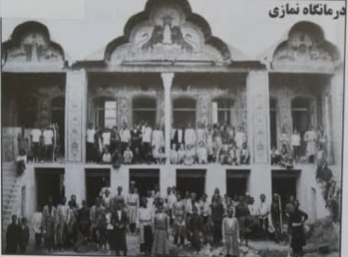
نمای قدیمی درمانگاه نمازی شیراز

در آذر ماه سال ۱۳۲۵ هجری شمسی آموزشگاه عالی پزشکی شیراز در ساختمان حاشیه خیابان زند افتتاح گردید. دانشجویان پس از ۴ سال تحصیل در این آموزشگاه به عنوان بهدار فارغ‌التحصیل شده، کار پیشگیری از بیماری‌ها و درمان بیماران را بر عهده داشتند. بروز استعداد و شایستگی دانشجویان، ذبیح‌الله قربان رئیس آموزشگاه و همکاران جوان وی را بر آن داشت تا حتی قبل از تصویب قانون تأسیس دانشکده پزشکی در شهرستان‌ها در مجلس شورای ملی، به فکر تبدیل این آموزشگاه به دانشکده پزشکی بیفتند؛ بنابراین ابتدا ساختمان اولیه دانشکده بنا گذاشته و تجهیزات لازم خریداری گردید. سپس در پی تصویب قانون تأسیس دانشکده‌های پزشکی شهرستان‌ها در سوم خرداد ۱۳۲۸ در مجلس، با تلاش و پیگیری مسئولین وقت و مردم فرهنگ دوست فارس در تاریخ ۲۷ آذرماه ۱۳۲۸ دانشکده پزشکی شیراز با حضور رجال و دانشمندان فارس و شیراز افتتاح گردید.

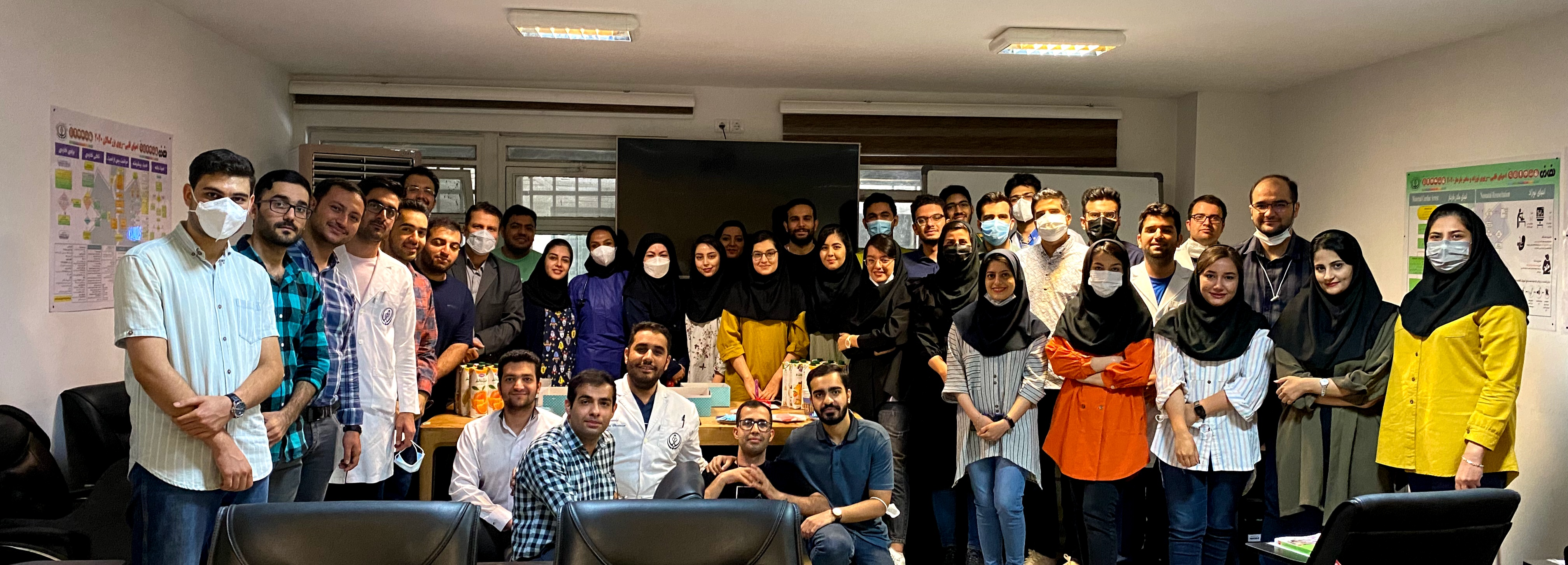
شیرینی فارغ‌التحصیلی جمعی از اینترن‌های ورودی مهر ۱۳۹۴ پزشکی شیراز - بخش طب اورژانس بیمارستان نمازی (تیر ۱۴۰۱)

ساختمان اولیه دانشکده که قسمت غربی ساختمان شماره یک فعلی می‌باشد در سه طبقه به مساحت حدود ۴۰۰۰ متر مربع در سال ۱۳۲۷ با اعتباری حدود ۶/۵۰۰/۰۰۰ ریال ساخته شد. سپس در سال‌های ۱۳۲۹ تا ۱۳۳۰ قسمت شرقی ساختمان مذکور با اعتبار ۶/۰۰۰/۰۰۰ ریال به ساختمان اصلی ضمیمه گردید و مساحت ساختمان دانشکده به حدود ۷۵۰۰ متر مربع افزایش یافت. در سال ۱۳۲۹ حدود ۱۰۰ نفر (یک نفر دختر و بقیه پسر) دانشجو در سال اول و دوم در این دانشکده مشغول به تحصیل بودند که ۵۴ نفر آنها شیرازی، ۲۳ نفر از سایر شهرستان‌های استان و ۲۳ نفر بقیه از استان‌های اصفهان، یزد، کرمان و آذربایجان بودند. در سال ۱۳۴۹ تعداد دانشجویان ۳۱۰ نفر، که از این تعداد ۴۱ نفر دختر بود.

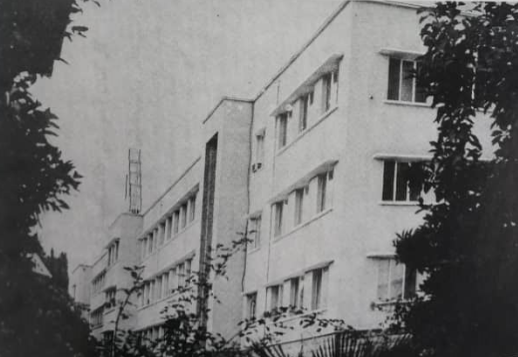
نمای اولیه دانشکده پزشکی شیراز

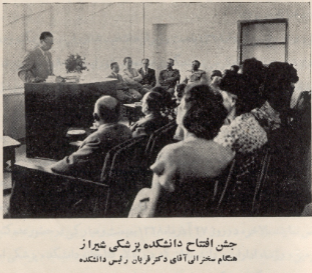
جشن افتتاحیه دانشکده پزشکی شیراز و سخنرانی دکتر قربان رئیس وقت دانشکده

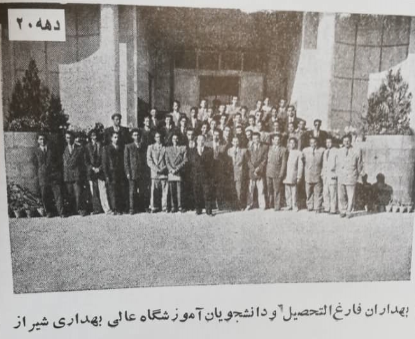
فارغ التحصیلان دهه ۲۰ دانشکده پزشکی شیراز

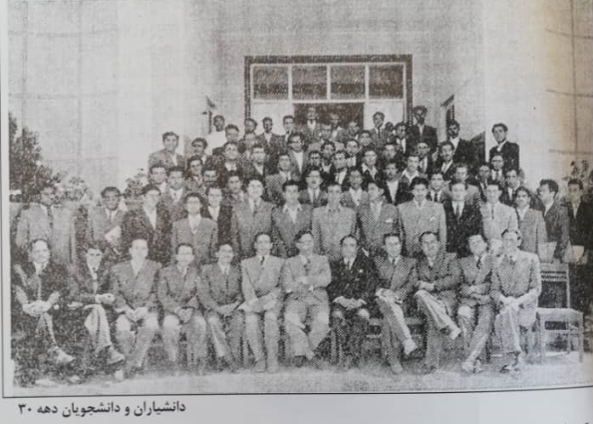
فارغ التحصیلان دهه ۳۰ دانشکده پزشکی شیراز

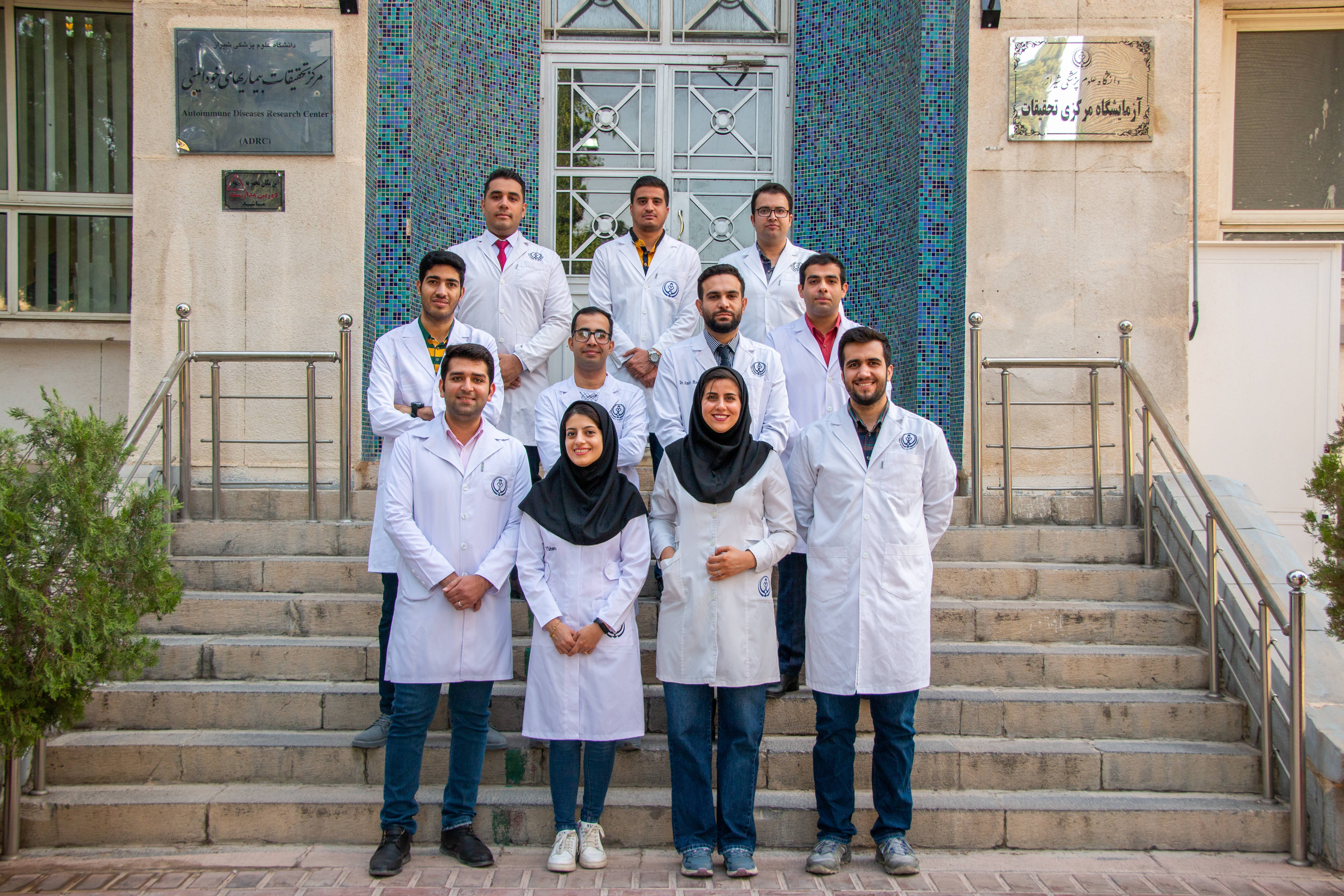
تعدادی از اینترن‌های فارغ‌التحصیل، جلوی ساختمان یک دانشکده پزشکی؛ مرداد ۱۴۰۱

در بدو تأسیس دانشکده دارای ۷ گروه علوم پایه شامل: انگل‌شناسی، باکتری‌شناسی، تشریح، شیمی، فارماکولوژی و فیزیولوژی، فیزیک و سه گروه بالینی شامل: بیماری‌های خارجی، بیماریهای داخلی و چشم-گوش و حلق و بینی بود. آزمایشگاه‌های موجود نیز عبارت بودند از: تالار کالبد شکافی و آزمایشگاه‌های شیمی، باکتریولوژی، بافت‌شناسی فیزیولوژی، بیولوژی حیوانی و گیاه‌شناسی.
کتابخانه دانشکده ابتدا در ضلع شرقی ساختمان دانشکده و دارای ۱۴۰۰ جلد کتاب به زبان‌های فارسی، انگلیسی و فرانسه بود. در این زمان در کتابخانه حدود ۲۶ عنوان مجله علمی در زمینه‌های جراحی، داخلی، اطفال، بهداشت، فیزیک، زنان و زایمان و همچنین مجله Lancet وجود داشت. در سال۱۳۵۰ کتابخانه دانشکده دارای یازده هزار جلد کتاب و هفتصد مجله علمی به زبان‌های فارسی، انگلیسی، فرانسه و غیره بود. با تأسیس دانشگاه شیراز در سال ۱۳۳۶ دانشکده پزشکی یکی از دانشکده‌های اصلی این دانشگاه گردید.

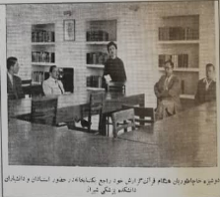
تصویری از جلسهٔ در حال برگزاری در کتابخانه قدیمی دانشکده پزشکی شیراز

اولین بیمارستانی که به دانشکده واگذار شد بیمارستان سعدی (شهید فقیهی فعلی) بود. بنای این بیمارستان از سال ۱۳۱۹ به وسیله اداره شهرداری شروع و در سال ۱۳۲۲ به پایان رسید. در همین سال این بیمارستان با بخش‌های جراحی، داخلی، مامایی و بیماریهای زنان، چشم و بیماری‌های قلبی و کلیوی تأسیس گردید. علاوه بر آن این بیمارستان دارای درمانگاه داخلی، جراحی، زنان، چشم، دندان پزشکی و اطفال و یک آزمایشگاه تشخیص طبی و یک بخش رادیولوژی (بنیانگذار: عبدالغفار تفضل)بود. این بیمارستان ابتدا زیر نظر وزارت بهداری و سپس در سال ۱۳۲۵ به آموزشگاه عالی پزشکی و پس از آن در تاریخ ۱۳۳۰/۱/۱۹ به دانشکده پزشکی تحویل گردید. کادر آموزشی، دستیاران و اینترن‌های دانشکده پزشکی به نوبت در این بیمارستان انجام وظیفه می‌نمودند.

## روسای دانشکده
1. ذبیح قربان (۱۳۳۰–۱۳۲۸)
2. ناصر اعتمادیان (۱۳۳۲–۱۳۳۰)
3. ذبیح قربان (۱۳۴۳–۱۳۳۲)
4. ابوالقاسم قوامی (۱۳۴۷–۱۳۴۳)
5. فرخ سعیدی
6. علی فرپور (۱۳۵۳–۱۳۴۷)
7. خسرو ناصر (۱۳۵۷–۱۳۵۳)
8. حسن سجادی (۱۳۵۷ تا انقلاب)
9. سید محمدابراهیم فقیهی (۱۳۶۰)
10. رضا قریب (۱۳۶۲ – ۱۳۵۸)
11. سهراب عاطفی (۱۳۶۷ – ۱۳۶۲)
12. سید ضیاءالدین تابعی (۱۳۶۸ – ۱۳۶۷)
13. علی دیانت (۱۳۷۰ – ۱۳۶۸)
14. غلامرضا رضائیان (۱۳۷۱ – ۱۳۷۰)
15. مهدی صابری فیروزی (۱۳۷۳ – ۱۳۷۲)
16. عبدالرسول طالعی (۱۳۷۸ – ۱۳۷۳)
17. محمدرضا صبری (۱۳۷۹ – ۱۳۷۸)
18. فردین اقتداری (۱۳۸۲ – ۱۳۷۹)
19. محمد رحیم کدیور (۱۳۸۴ – ۱۳۸۲)
20. محمود نجابت (۱۳۹۳ – ۱۳۸۴)
21. محمد باقر خسروی (۱۳۹۸ – ۱۳۹۳)
22. محمدرضا ادراکی (۱۳۹۸ تا ۱۴۰۰)
23. سید حسام الدین نبوی زاده (۱۴۰۰ تا ۱۴۰۳)

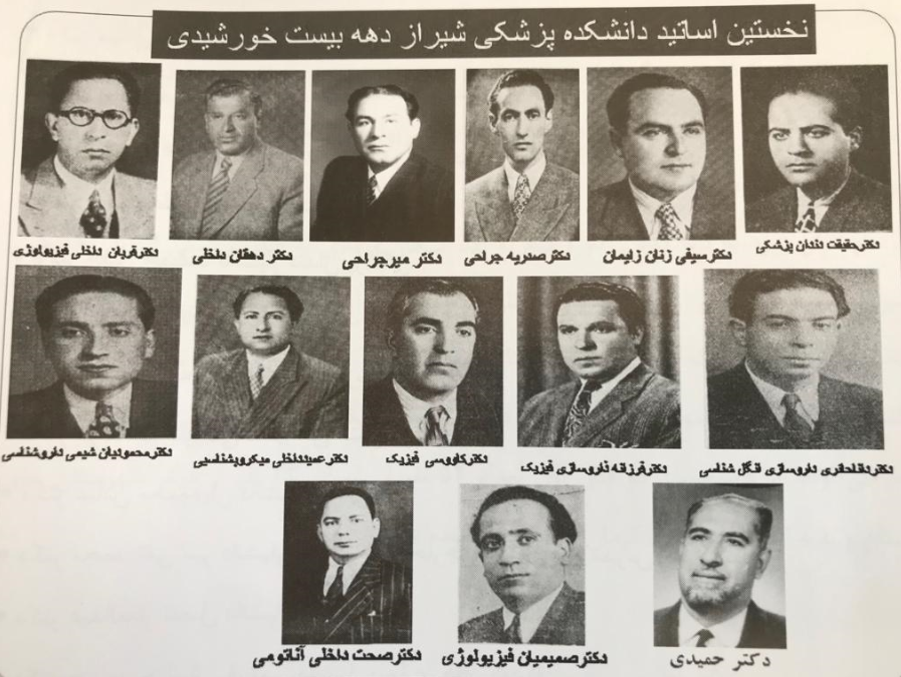
نخستین اساتید دانشکده پزشکی شیراز

24. جواد کجوری (۱۴۰۳ تا کنون)

## وضعیت فعلی دانشکده پزشکی شیراز
وضعیت فضای فیزیکی دانشکده پزشکی
- متراژ زمین: ۲۱۳۴۵ مترمربع
- متراژ زیر بنا: ۳۵۶۲۶ متر مربع
- ساختمان شماره یک در چهار طبقه
- ساختمان شماره دو در ده طبقه
- ساختمان شماره سه در نه طبقه
- چهار کلاس درس ۱۰ تا ۱۵ نفره مجهز به امکانات سمعی بصری از قبیبل سیستم کامپیوتری و LED
- چهار کلاس درس ۱۵ تا ۵۰ نفره مجهز به دیتا پروژکتور و سیستم کامپیوتری
- هفت سالن ۱۵۰ تا ۲۵۰ نفری مجهز به دیتا پروژکتور، سیستم کامپیوتری، سیستم صوتی و LED
- سه سالن جهت برگزاری امتحانات مجهز به دوربین مداربسته
- سالن مطالعه اختصاصی به متراژ ۴۵۰ متر و ظرفیت ۲۰۰ نفر جهت دانشجویان آقا مجهز به میزهای مطالعه انفرادی، دونفره و چهار نفره سالن مطالعه اختصاصی به متراژ ۴۵۰ متر و ظرفیت ۲۰۰ نفر جهت دانشجویان خانم مجهز به میزهای مطالعه انفرادی، دونفره و چهار نفره
- مرکز اینترنت با ظرفیت ۳۲ دستگاه کامپیوتر به صورت مجزا برای دانشجویان دختر و پسر
- سالن مطالعه گروهی جهت دانشجویان
- یک اتاق جهت استراحت و مطالعه اساتید
- دو کارگاه کامپیوتر یکی با ظرفیت ۳۵ دستگاه کامپیوتر All in one و دیگری با ۲۲ دستگاه کامپیوتر
- منابع کتابخانه شامل حدود ۱۱۰۰۰ جلد کتاب و ۱۱۴۰۰ جلد پایان‌نامه که ۹۰٪ از کتب کتابخانه به زبان انگلیسی و اورجینال می‌باشد.
- مجموعه غنی از نشریات چاپی که در آرشیو ریلی نگهداری می‌گردد.
- علاوه بر مجلاتی که به صورت چاپی ویا ازطریق پایگاه‌های اطلاعاتی قابل بازیابی است امکان سفارش مقاله به صورت الکترونیکی ودریافت آن از طریق پست الکترونیک میسر است.
- به منظور افزایش رضایتمندی دانشجویان یک عدد جعبه بازگشت کتاب (شوتینگ) در قسمت ورودی بخش امانت کتابخانه تعبیه شده است
- کافی شاپ به متراژ ۲۵۵ مترمربع جهت استفاده دانشجویان واساتید
- سلف سرویس خواهران با متراژ ۲۵۵ متر مربع سلف سرویس برادران با متراژ ۲۰۰ متر مربع
- سالن ورزشی سرپوشیده چند منظوره به همراه سالن آمادگی جسمانی و سالن تیراندازی با متراژ ۸۶۳ متر مربع
- فروشگاه با متراژ ۶۵ متر مربع
- وجود تجهیزات به منظور امکان برگزاری وب کنفرانس
- وجود تجهیزات به منظور امکان برگزاری ویدئوکنفرانس
- وجود یک اتاق آکوستیک در طبقه نهم ساختمان شماره ۲
- وجود اتاق اختصاصی جهت هریک از اعضاء محترم هیئت علمی در گروه‌های مربوطه

آمار تعداد اعضای هیئت علمی:
- اعضای هیئت علمی علوم پایه ۱۴۲ نفر به شرح زیر:

استاد: ۴۷ نفر
دانشیار: ۴۰ نفر
استادیار: ۵۰ نفر
مربی: ۵ نفر
- اعضای هیئت علمی علوم بالینی ۳۶۴ نفر به شرح زیر:

استاد: ۸۴ نفر
دانشیار: ۹۸ نفر
استادیار: ۱۸۲ نفر
مربی: ۰ نفر
آمار تعداد دانشجویان پزشکی:
- دانشجویان پزشکی ۱۸۷۰ نفر به شرح زیر:

مقطع علوم پایه: ۵۸۸ نفر
مقطع فیزیوپاتولوژی: ۳۷۰ نفر
مقطع استیودنتی: ۲۹۹ نفر
مقطع اکسترنی: ۲۲۸ نفر
مقطع اینترنی: ۳۸۵ نفر
- دانشجویان دستیاران ۹۸۱ نفر به شرح زیر:

مقطع تخصص: ۸۰۵ نفر
مقطع فوق تخصص: ۸۷ نفر
مقطع فلوشیپ: ۸۹ نفر
بخش‌های آموزشی دانشجویان پزشکی در بیمارستان‌های آموزشی :
- بیمارستان نمازی: داخلی، کودکان، قلب وعروق، جراحی، زنان و زایمان، نورولوژی، یورولوژی، ارتوپدی، رادیولوژی، طب اورژانس، جراحی مغز و اعصاب
- بیمارستان شهید فقیهی: داخلی، جراحی، زنان و زایمان، نورولوژی، یورولوژی، توانبخشی، بیهوشی، پوست
- بیمارستان شهید چمران: ارتوپدی، توانبخشی، روان‌پزشکی، بیهوشی
- بیمارستان حافظ: داخلی، زنان و زایمان، توانبخشی، روان‌پزشکی
- بیمارستان حضرت زینب (س): زنان و زایمان
- بیمارستان خلیلی: چشم‌پزشکی، گوش وحلق وبینی
- بیمارستان شهید رجایی: تروما، بیهوشی
- بیمارستان شهید دستغیب: اورژانس، اطفال
- بیمارستان حضرت امیرالمؤمنین: بخش جراحی (سوختگی)
- بیمارستان ابن سینا: روان‌پزشکی
- بیمارستان حضرت علی‌اصغر (ع): مسمومیت‌ها
- درمانگاه امام رضا (ع): طب سرپایی
- درمانگاه شهید مطهری :طب سرپایی
- درمانگاه شهید فقیهی :طب سرپایی
- درمانگاه قلب الزهرا (س): طب سرپایی
- مرکز جامع سلامت روستایی سلطان‌آباد: پزشکی اجتماعی
- مرکز جامع سلامت شهری سعدی :پزشکی اجتماعی
- درمانگاه رسول اعظم (ص): پزشکی خانواده
- درمانگاه امام رضا (ع) کشن:پزشکی خانواده

## رشته‌ها
- کارشناسی ارشد: آموزش پزشکی (حضوری و مجازی)، انگل‌شناسی پزشکی، ایمنی‌شناسی پزشکی، مهندسی پزشکی (بیوالکتریک)، علوم تشریحی، تکنولوژی گردش خون، فیزیک پزشکی، فیزیولوژی، قارچ‌شناسی پزشکی، میکروب‌شناسی، ویروس‌شناسی پزشکی ، ژنتیک انسانی، بیوشیمی بالینی، آمار زیستی
- PhD: باکتری‌شناسی، بیوشیمی بالینی، آمار زیستی، آموزش پزشکی، فیزیولوژی، ویروس‌شناسی، اخلاق پزشکی، انگل‌شناسی پزشکی، ایمنی‌شناسی پزشکی، فارماکولوژی، قارچ‌شناسی پزشکی، علوم تشریحی، طب سنتی ایرانی، هوش مصنوعی در پزشکی
- دکترای عمومی: پزشکی
- تخصصی: ارتوپدی، کودکان، اورولوژی، بیهوشی، پاتولوژی، پزشکی اجتماعی، پوست، توانبخشی، جراحی عمومی، چشم‌پزشکی، داخلی، روان‌پزشکی، زنان و زایمان، گوش گلو بینی و جراحی سر و گردن، جراحی مغز، قلب و عروق، رادیوآنکولوژی، داخلی اعصاب، رادیولوژی، طب اورژانس، پزشکی هسته ای، پزشکی خانواده
- فوق تخصصی: جراحی پیوند کبد، جراحی کولورکتال، جراحی تروما، جراحی سرطان، لاپاراسکوپی در جراحی عمومی، بیهوشی پیوند اعضا، بیهوشی قلب، بیهوشی کودکان، pain، قرنیه، شبکیه، پاتولوژی چشم، استرابیسم، آندویورولوژی، یوروآنکولوژی، انولوژی، آنکولوژی زنان، نازایی زنان، لاپاراسکوپی زنان، پریناتولوژی، رادیولوژی مداخله ای، جراحی ستون فقرات (مغز و اعصاب)، جراحی ستون فقرات (ارتوپدی)، ارتوپدی کودکان، مراقبت‌های ویژه کودکان، اقدامات مداخله ای قلب و عروق کودکان، اقدامات مداخله ای قلب و عروق بزرگسالان، پاتولوژی مولکولار سیتوژنتیک، هماپاتولوژی، درماتوپاتولوژی، سیتوپاتولوژی

## آموزش مجازی پزشکی
پس از اپیدمی کووید ۱۹ جلسات آموزشی این دانشکده به صورت مجازی برگزار گردید. فایل‌های آموزش مجازی از علوم پایه تا بالین به صورت ادغام یافته توسط دانشجویان در کانال‌های تلگرامی مانند نوای یار گردآوری شد.

## بیمارستان‌ها
- بیمارستان نمازی
- بیمارستان شهید فقیهی
- بیمارستان دکتر چمران
- بیمارستان خلیلی
- بیمارستان حافظ
- بیمارستان شهید دستغیب
- بیمارستان شهید رجایی
- بیمارستان قلب الزهرا
- بیمارستان روان‌پزشکی ابن‌سینا
- بیمارستان حضرت زینب (زینبیه)